# 100000 (tal)
100000 är det naturliga talet som följer 99999 och som följs av 100001.

## Inom matematiken
- 100000 är ett jämnt tal.
- I tiopotensform skrivs talet 105.
- 100000 är en kubkvadrat
- 100000 är ett palindromtal i det Romerska talsystemet.

## Inom astronomin
- 100 000 meter (100 kilometer, 62 engelska mil) är den altitud där Fédération Aéronautique Internationale (FAI) definierar att rymden börjar.